# José David Martínez
Pour les articles homonymes, voir José Martínez et Martínez.
Martínez  Alcaraz est un nom espagnol. Le premier nom de famille, en général paternel, est Martínez ; le second, en général maternel, souvent omis, est Alcaraz.
José David Martínez Alcaraz (né le 20 avril 1987 à Totana en Murcie) est un coureur cycliste espagnol.

## Biographie
En 2005, José David Martínez se classe troisième du championnat d'Espagne de course aux points dans la catégorie juniors (moins de 19 ans). L'année suivante, il fait ses débuts espoirs (moins de 23 ans) dans la réserve de l'équipe professionnelle Comunidad Valenciana.
En 2009, il s'impose sur l'étape inaugurale du Tour de la Bidassoa, sous les couleurs d'Asfaltos Guerola-CA Valencia Terra i Mar. Il rejoint ensuite le club Mutua Levante en 2010. Bon grimpeur, il termine troisième au classement final de la Coupe d'Espagne, grâce notamment à son succès au Mémorial Rodríguez Inguanzo. 
En 2011, il se distingue en devenant champion d'Espagne à La Vall d'Uixó, dans la catégorie "élite" (amateurs). Il se classe aussi quatrième de la Coupe d'Espagne, après une victoire au Trophée Guerrita et une deuxième place au Mémorial Valenciaga.  Dans les courses par étapes, il termine notamment deuxième du Tour de La Corogne. Il participe par ailleurs au Tour de la Communauté de Madrid avec une sélection nationale espagnole.  
Il se met en retrait du haut niveau amateur en 2014. Toutefois, il continue à participer à des courses cyclistes. En 2019, il est sacré champion d'Espagne dans la catégorie masters (30-A). Il fait ensuite son retour au premier plan en 2020 au sein de l'équipe Brócoli Mecánico. 
En 2021, il remporte la dernière étape et le classement général du Tour de Guadalentín.

## Palmarès
- 2005
  - 3e du championnat d'Espagne de course aux points juniors
- 2008
  - Escalada a la Cresta del Gallo[7]
- 2009
  - 1re étape du Tour de la Bidassoa
- 2010
  - Mémorial Rodríguez Inguanzo
  - 3e de la Coupe d'Espagne
- 2011
  -  Champion d'Espagne sur route amateurs
  - Trophée Guerrita
  - 2e du Mémorial Valenciaga
  - 2e du Tour de La Corogne
  - 2e de la Prueba Loinaz
- 2019
  -  Champion d'Espagne sur route masters (30-A)
- 2021
  - Tour de Guadalentín :
    - Classement général
    - 2e étape

  - Tour de Carcabuey
  - Escalada a la Cresta del Gallo
  - 2e étape du Tour de Valence
  - Trofeo Camp de Morvedre
  - 2e du Gran Premi Vila-real